# Primula carolinehenryi
Primula carolinehenryi är en viveväxtart som beskrevs av S.O'brien. Primula carolinehenryi ingår i släktet vivor, och familjen viveväxter. Inga underarter finns listade i Catalogue of Life.